# Iveagh House

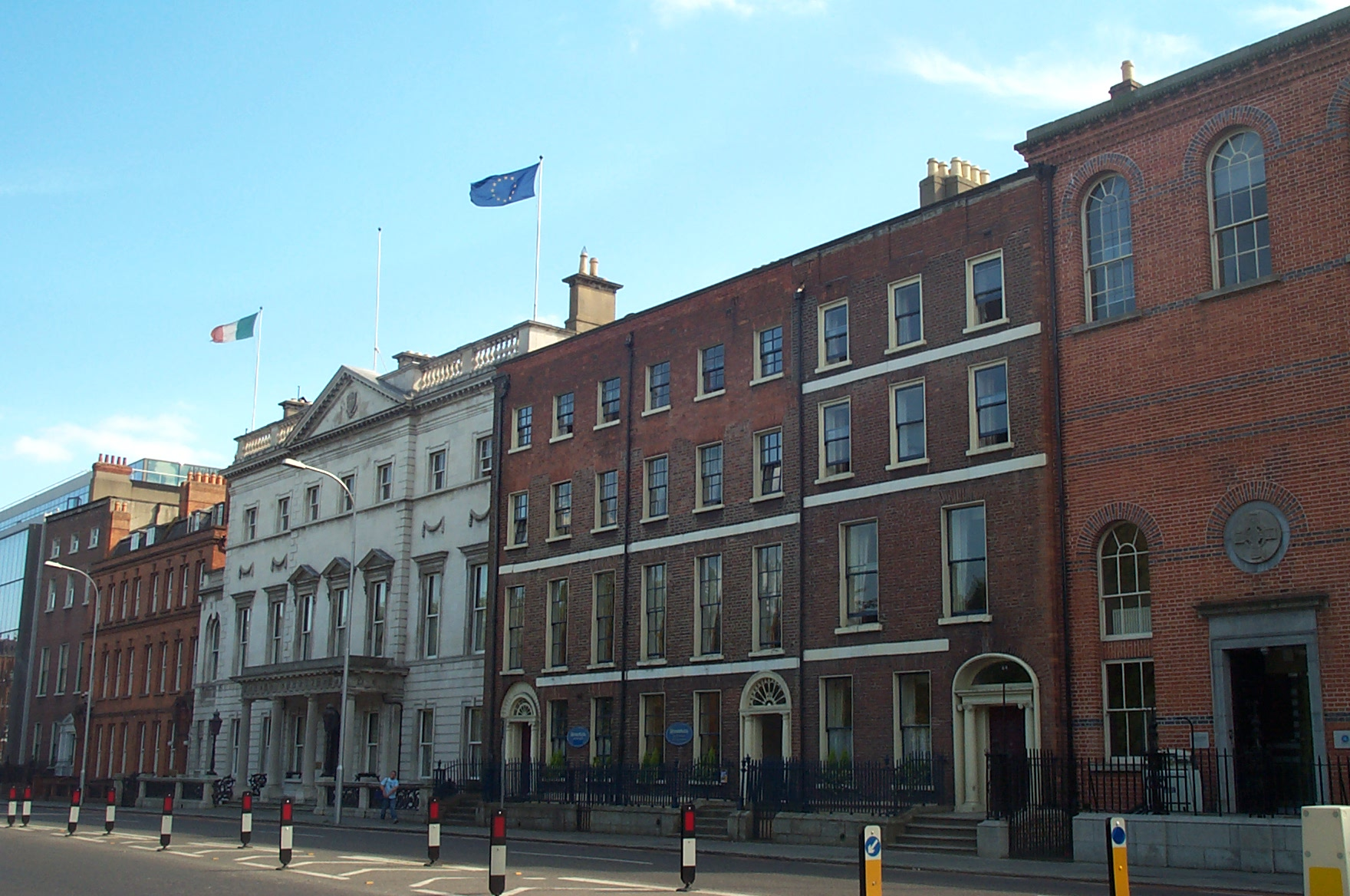
St. Stephen's Green Sud, vista oriental cap a Iveagh House

Iveagh House (en irlandès Teach Uibh Eachach) és la seu del departament d'Afers Exteriors i Comerç de Dublín, on té el seu despatx el ministre. A vegades també s'utilitza col·loquialment com a metonímia referint-se al mateix servei.
Iveagh House eren originalment dues cases, als números 80 i 81 de St Stephen's Green. El número 80 havia estat dissenyat per Richard Cassels en 1736 per al Bisbe Clayton. Més tard va ser la llar de l'advocat i Master of the Rolls John Philpot Curran.
Després les dues cases van ser comprades per Benjamin Guinness en 1862 i va exercir com el seu propi arquitecte; va combinar les dues cases i va produir l'edifici en el seu estat actual. Al frontó de la façana de pedra de Portland va col·locar els braços dels seus pares: a l'esquerra del lleó milesià, amb la mà vermella d'Ulster abans, per al clan Magennis del comtat de Down, i a la dreta les armes de la família Lee, constructors de Dublín de voltants de 1700. L'edifici compta amb nou badies, amb les tres centrals trencades cap endavant i frontonades. L'interior de l'edifici és summament elaborat i decorat, amb una escala i un saló de ball ple d'alabastre. L'escala també té abillaments de ferro, columnes de marbre i claraboies circulars.
L'edifici va ser donat a l'Estat irlandès pel net de Benjamin Guinness Rupert en 1939, i va passar a dir-se Iveagh House. La casa original Iveagh segueix sent una part del proper Iveagh Trust.
Els Jardins Iveagh de la part posterior de la casa foren donats a l'University College Dublin per Lord Iveagh en 1908, en relació amb la formació del seu campus a Earlsfort Terrace. Els jardins ja han estat traslladats a l'OPW i ara s'utilitza com a parc públic.